# Maison de Montfort-sur-Meu
Pour les articles homonymes, voir Liste des seigneurs de Montfort.
La baronnie de Gaël-Montfort-Brécilien comprenait primitivement plus de 40 paroisses. Mais, par suite des démembrements de Montfort, de Montauban-de-Bretagne, de Mauron, de Lohéac, elle n'étendit plus sa juridiction que sur 12 paroisses : Gaël Concoret, Mauron, Saint-Léry, Saint-Jouan-de-l'Isle, Néant, Paimpont, Illifaut, Saint-Méen, Trémorel et de Loscouët.
Elle appartenait dès le XIe siècle à une puissante famille, dite de Gaël qui s'armait d'argent à la croix guivrée de gueules, et qui prit le nom de Montfort à la fin du XIe siècle.

## La seigneurie de Gaël-Montfort
La seigneurie de Gaël-Montfort s'étendait sur une quarantaine de paroisses, notamment dès sa fondation Gaël, Montfort, Talensac, Monterfil, Saint-Eloi (Montauban-de-Bretagne), Bédée, Breteil, Saint-Gilles, Mauron, Irodouer, Illifaut, Coulon, Saint-Léry, Saint-Maugan, mais aussi d'autres parla suite comme Plélan, Tréhorenteuc, Néant, Quédillac, Saint-M'Hervon, Le Verger, etc.. : elle était limitée au sud par l'Aff, à l'est par la Vilaine et le Meu et allait côté ouest jusqu'à Saint-Léry et Mauron et côté nord était limitrophe de la seigneurie de Dinan.

## Liste des seigneurs deMontfort

Armes des seigneurs de Montfort : D’argent à la croix de gueules gringollée d’or.

- 1040-1099 : Raoul Ier de Gaël, seigneur de Gaël et de Montfort
- 1099-1143 : Raoul II de Gaël-Montfort, son fils
- 1143-1157 : Guillaume Ier de Gaël-Montfort, son fils
- 1157-1162 : Raoul III de Montfort, son fils
- 1162-1181 : Geoffroi Ier de Montfort, son frère
- 1181-1233 : Raoul IV de Montfort, seigneur de Gaël, son fils
- 1181-1235 : Guillaume II de Montfort, seigneur de Montfort, son frère
- 1235-1279 : Mahaud, dame de Montfort, sa fille
- 1233-1238 : Geoffroi II de Montfort, seigneur de Gaël, fils de Raoul IV
- 1238-1270 : Eudon de Montfort, seigneur de Gaël, fils de Raoul IV
- 1270-1299 : Raoul V de Montfort[3], seigneur de Gaël et de Montfort en 1279, fils d'Eudon de Montfort
- 1299-1314 : Raoul VI de Montfort[4], son fils
- 1314-1329 : Geoffroi III de Montfort, son frère
- 1329-1347 : Raoul VII de Montfort[5], son fils
- 1347-1394 : Raoul VIII de Montfort, son fils
- 1394-1419 : Raoul IX de Montfort, son fils
- Jean de Montfort, son fils, dit Guy XIII de Laval à la suite de son mariage à Vitré le 22 janvier 1404 avec Anne de Laval, unique héritière des baronnies de Laval et de Vitré. Suivant une des clauses du contrat de mariage il releva le nom et des armes de Laval. Par cette union la seigneurie de Montfort fut incorporée dans le patrimoine de cette famille.